# Шадринская епархия
Ша́дринская епархия — епархия Русской Православной Церкви, объединяющая приходы и монастыри в западной части Курганской области (в границах Шадринского, Далматовского, Катайского, Щучанского, Шумихинского, Мишкинского, Юргамышского, Сафакулевского, Альменевского, Каргапольского, Куртамышского, Целинного, Звериноголовского и Шатровского районов). Входит в состав Курганской митрополии.

## История
В апреле 1918 года собрание екатеринбургских единоверцев поставило вопрос об учреждении в Екатеринбургской епархии Шадринской единоверческой кафедры. Архиепископ Екатеринбургский Григорий (Яцковский) одобрил это решение, но дело не имело продолжения.
В июле 1923 года после получения в Уфе известий об аресте епископа Нижнетагильского Льва (Черепанова), управлявшего также приходами Екатеринбурга, Шадринска (Екатеринбургская епархия), Осы и Оханска (Пермская епархия), епископ Иерофей (Афонин) был назначен на новоучреждённое Шадринское викариатство Екатеринбургской епархии.
В дальнейшем оно стало викариатством Свердловской епархии, затем было викариатством Пермской епархии.
После ареста в декабре 1930 года епископ Евсевия (Рождественского), новые епископы на кафедру не назначались. Время ухода на покой епископа Евсевия неизвестно.
Как самостоятельная епархия была образована решением Священного Синода Русской православной церкви от 5 мая 2015 года путём выделения части территории Курганской епархии.

## Архиереи
Шадринское викариатство Екатеринбургской епархии
- Иерофей (Афонин) (июль — 12 декабря 1923)

Шадринское викариатство Свердловской епархии
- Стефан (Знамировский) (12 сентября 1924 — 16 сентября 1927)
- Виктор (Островидов) (октябрь — 23 декабря 1927)
- Даниил (Троицкий) (23 декабря 1927 — 24 мая 1928)

Шадринское викариатство Пермской епархии
- Валериан (Рудич) (11 мая 1928 — 13 мая 1930)

Шадринское викариатство Свердловской епархии
- Евсевий (Рождественский) (3 апреля 1930 — ок. 1931)

Шадринская епархия
- Владимир (Маштанов) (с 11 июля 2015)

## Благочиния
Епархия разделена на 6 церковных округов (на декабрь 2022) (По состоянию на октябрь 2022 года[значимость факта?]):
- Восточное благочиние
- Западное благочиние
- Северное благочиние
- Шумихинское благочиние
- Южное благочиние
- Монастырское благочиние

## Монастыри
В епархии действуют 3 монастыря:
- Далматовский Успенский монастырь в городе Далматово (мужской). Наместник — игумен Варнава (Аверьянов).
- Верхтеченский Свято-Троицкий монастырь в селе Верхняя Теча Катайского района (женский). Настоятельница — схимонахиня Серафима (Альховская).
- монастырь Похвалы Божией Матери в селе Боровское Катайского района (женский). Настоятельница — игумения Васса (Ляпина).